# Diocese de Limoeiro do Norte
A Diocese de Limoeiro do Norte (Dioecesis Limoeirensis) é uma circunscrição eclesiástica da Igreja Católica no Brasil, pertencente à Província Eclesiástica de Fortaleza e ao Conselho Episcopal Regional Nordeste 1 da Conferência Nacional dos Bispos do Brasil, sendo sufragânea da Arquidiocese de Fortaleza. A sé episcopal está na Catedral de Nossa Senhora da Imaculada Conceição, na cidade de Limoeiro do Norte, no estado do Ceará. Seu atual bispo diocesano é Dom André Vital Félix da Silva, S.C.J. .

## Histórico
A Diocese de Limoeiro do Norte foi erigida canonicamente pelo Papa Pio XI, por meio da Constituição Apostólica Fortalexiensis, de 7 de maio de 1938, também denominada bula Ad dominicum cuiusvis. É a terceira diocese mais antiga do interior cearense, após a criação das dioceses do Crato e de Sobral.

## Situação geográfica e demografia
A diocese localiza-se no Vale do Jaguaribe, no nordeste do estado do Ceará, Brasil. Faz limite com o Oceano Atlântico, Arquidiocese de Fortaleza, Diocese de Iguatu, Diocese de Mossoró e Diocese de Quixadá.
O território da diocese tem uma superfície de 17.802,4 km2, todo incluído na Mesorregião do Jaguaribe. Sua população é de 509.020 habitantes (IBGE 2007), com densidade demográfica de 28,6 hab/km2. Possui 25 paróquias. 
A diocese abrange as seguintes microrregiões e municípios:
- Microrregião do Baixo Jaguaribe

1. Alto Santo
2. Ibicuitinga
3. Jaguaruana
4. Limoeiro do Norte
5. Morada Nova (parcial)
6. Palhano
7. Quixeré
8. Russas
9. São João do Jaguaribe
10. Tabuleiro do Norte

- Microrregião do Litoral de Aracati

1. Aracati
2. Fortim
3. Icapuí
4. Itaiçaba

- Microrregião do Médio Jaguaribe

1. Jaguaretama
2. Jaguaribara
3. Jaguaribe

- Microrregião da Serra do Pereiro

1. Ererê
2. Iracema
3. Pereiro
4. Potiretama

## Circunscrições da Diocese de Limoeiro do Norte
Atualmente, a Diocese de Limoeiro do Norte é composta por seis zonais, vinte e sete paróquias e uma área pastoral:
- Zonal Banabuiú (Morada Nova, Ibicuitinga e São João do Jaguaribe)[4]

1. Paróquia Divino Espírito Santo (Morada Nova)
2. Paróquia Nossa Senhora dos Remédios (Ibicuitinga)
3. Paróquia Riacho Santa Rosa (Roldão e Uiraponga - Morada Nova)
4. Paróquia São João Batista (São João do Jaguaribe)

- Zonal Castanhão (Jaguaribe, Jaguaretama e Jaguaribara)[5]

1. Paróquia Nossa Senhora das Candeias (Jaguaribe)
2. Paróquia Santa Terezinha (Feiticeiro - Jaguaribe)
3. Paróquia Santa Rosa de Lima (Jaguaribara)
4. Paróquia Imaculada Conceição (Jaguaretama)
5. Área Pastoral Santa Cruz (Jaguaribe)

- Zonal Figueiredo (Alto Santo, Potiretama, Iracema, Pereiro e Ereré)[6]

1. Paróquia Menino Deus (Alto Santo)
2. Paróquia Nossa Senhora do Perpétuo Socorro (Potiretama)
3. Paróquia Imaculada Conceição (Iracema)
4. Paróquia Santos Cosme e Damião (Pereiro)
5. Paróquia Bom Jesus da Agonia (Ereré)

- Zonal da Praia (Aracati, Itaiçaba, Fortim e Icapuí)[7]

1. Paróquia Nossa Senhora do Rosário (Aracati)
2. Paróquia Santo Antônio (Majorlândia - Aracati)
3. Paróquia Nossa Senhora da Boa Viagem (Itaiçaba)
4. Paróquia Nossa Senhora do Amparo (Fortim)
5. Paróquia Nossa Senhora da Soledade (Icapuí)

- Zonal da Várzea (Limoeiro do Norte, Tabuleiro do Norte, Flores e Quixeré)[8]

1. Paróquia Imaculada Conceição (Limoeiro do Norte)
2. Paróquia Imaculada Conceição (Quixeré)
3. Paróquia Nossa Senhora das Brotas (Tabuleiro do Norte)
4. Paróquia Divino Espírito Santo (Antônio Holanda - Limoeiro do Norte)
5. Paróquia Sagrado Coração de Jesus (Flores - Russas)

- Zonal do Vale (Russas, Palhano e Jaguaruana)[9]

1. Paróquia Nossa Senhora do Rosário (Russas)
2. Paróquia Senhora Sant'ana (Jaguaruana)
3. Paróquia Imaculada Conceição (Palhano)

## Bispos
|                 | Nome                            | Período     | Notas                                            |
| Bispos          | Bispos                          | Bispos      | Bispos                                           |
| --------------- | ------------------------------- | ----------- | ------------------------------------------------ |
| 6º              | André Vital Félix da Silva, SCI | 2017-       | atual                                            |
| 5º              | José Häring, O.F.M.             | 2000 - 2017 | Renunciou por limite de idade (Cân. 401, do CDC) |
| 4º              | Manuel Edmilson da Cruz         | 1994 - 1998 | Renunciou por limite de idade (Cân. 401, do CDC) |
| 3º              | Pompeu Bezerra Bessa            | 1973 - 1994 | Renunciou por limite de idade (Cân. 401, do CDC) |
| 2º              | José Freire Falcão              | 1967 - 1971 | Nomeado arcebispo de Teresina                    |
| 1º              | Aureliano de Matos              | 1940 - 1967 | Faleceu em 1967                                  |
| Bispo coadjutor |                                 |             |                                                  |
|                 | José Freire Falcão              | 1967        |                                                  |